# Riches, Royalty & Respect
Riches, Royalty & Respect è il quarto album solista del rapper statunitense Kool G Rap, pubblicato nel 2011.
| Recensione | Giudizio |
| ---------- | -------- |
| AllMusic   | [ 1 ]    |
| XXL        | [ 2 ]    |
| HipHopDX   | [ 3 ]    |
| RapReviews | [ 4 ]    |

## Tracce
1. Pimptro – 1:50 (musica: Blastah Beatz)
2. Ya Chic Chose Me – 3:35 (musica: The Insurgency)
3. In Too Deep (featuring Heather Walker) – 3:13 (musica: DJ Supa Dave)
4. 70's Gangsta – 3:19 (musica: Leaf Dog)
5. Pillow Talk – 2:39 (musica: DJ Supa Dave)
6. The Meaning to Your Love – 2:53 (musica: LEVEL 13)
7. Sad – 3:09 (musica: DJ Supa Dave)
8. Maggie – 3:52 (musica: Simply Smashin)
9. $ Ova Bitches – 2:41 (musica: Marley Marl)
10. G On – 2:34 (musica: The Insurgency)
11. Pages of My Life – 2:38 (musica: DJ Supa Dave)
12. Goin In – 4:18 (musica: Gordon “H.U.M.P.” Humphrey)
13. American Nightmare (featuring Havoc) – 3:12 (musica: The Alchemist)
14. Da Real Thing (featuring Heather Walker) – 3:10 (musica: LEVEL 13)
15. Harmony Homicide – 4:31 (musica: Infamous)